# 钟花胡颓子
钟花胡颓子（学名：Elaeagnus griffithii），为胡颓子科胡颓子属下的一个植物种。